# Frits Korthals Altes

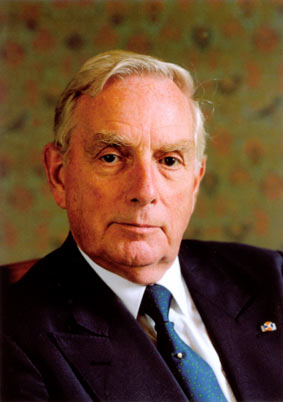
Frits Korthals Altes

Frederik (Frits) Korthals Altes (* 15. Mai 1931 in Amsterdam; † 19. Februar 2025 in Rotterdam) war ein niederländischer Politiker der Volkspartij voor Vrijheid en Democratie. Er war von 1975 bis 1981 deren Vorsitzender.

## Werdegang
Korthals Altes absolvierte an der Universität Leiden ein Jurastudium, welches er 1957 abschloss. Von 1982 bis 1989 war er unter Ministerpräsident Ruud Lubbers Justizminister und 1986 auch kurzzeitig Innenminister. Von 1997 bis 2001 war er Präsident des Senats. 2001 wurde er zum Staatsminister ernannt.